# Headhunter (spel)
Headhunter är ett actionäventyrsspel utvecklat av svenska Amuze för Sega Dreamcast (2001) och Playstation 2 (2002).
Spelaren ikläder sig rollen som figuren Jack Wade, som drabbats av minnesförlust. Spelet börjar med att Jack vaknar upp under ett experiment och rymmer. Under spelets gång får spelaren bland annat åka motorcykel och skjuta skurkar.